# (7648) Tomboles
(7648) Tomboles est un astéroïde de la ceinture principale.

## Description
(7648) Tomboles est un astéroïde de la ceinture principale. Il fut découvert le 8 octobre 1989 à Kani par Yoshikane Mizuno et Toshimasa Furuta. Il présente une orbite caractérisée par un demi-grand axe de 2,16 UA, une excentricité de 0,11 et une inclinaison de 2,7° par rapport à l'écliptique.

## Compléments